# Fortitudo Pomezia 1957
L'Associazione Sportiva Dilettantistica Fortitudo Pomezia 1957 è una società di calcio a 5 con sede a Pomezia, nella Città metropolitana di Roma.
Attualmente milita in Serie A, massima divisione del campionato italiano.

## Storia
Aggregazione, amicizia, passione, amore per lo sport e soprattutto inclusione: era l’anno 2012 quando, da un gruppo di amici (Paolo Aiello, Daniele Loscrì su tutti) che ancora oggi rappresentano la spina dorsale della società, si affacciava per la prima volta sul palcoscenico del calcio a 5cittadino la Fortitudo Pomezia.
Dieci anni esatti, nei quali quella piccola società di amici si è progressivamente strutturata, arrivando ad attirare le attenzioni di un imprenditore importante come Alessio Bizzaglia, la cui mission era già perfettamente radicata proprio in quei concetti di ‘territorio’, ‘passione’ e soprattutto ‘inclusione’. E che ha deciso, di conseguenza, di contribuire fattivamente affinché quel progetto sulla carta bellissimo, potesse prima divenire un volano per un intero territorio, quindi anche una realtà consolidata del palcoscenico nazionale, con la vittoria del campionato di Serie B 2019– 2020 e soprattutto con la storica promozione in Serie A dello scorso anno, arrivata al termine di una stagione trionfale che ha portato in dote anche la Coppa Italia di Serie A2.
Un binomio, quello tra Fortitudo Pomezia e la città che si onora di rappresentare, che si rinnoverà anche nelle stagioni nel massimo campionato nazionale.
E non è un caso che anche l’Amministrazione cittadina abbia riconosciuto il grande impegno della società targata Alessio Bizzaglia premiandola come ‘eccellenza sportiva del territorio’.

La Fortitudo Pomezia dispone inoltre di un prolifico settore giovanile ed è impegnata attualmente nei campionati Under 19 Nazionale, Under 17 ed Under 15 Elite, oltre a vantare una scuola calcio dai numeri importanti con tutti allenatori di primo livello.

## Cronistoria
| Cronistoria della Fortitudo Pomezia 1957 |
| --- |
| - 2012 · Fondazione della Fortitudo Futsal Pomezia. - 2012-13 · 9 nel girone H di Serie D Lazio. - 2013-14 · 7 nel girone H di Serie D Lazio. - 2014-15 · 1ª nel girone A di Serie D Lazio (Latina). Promossa in Serie C2. - 2015-16 · 3ª nel girone B di Serie C2 Lazio. Ripescata in Serie C1. Finalista play-off promozione. - 2016-17 · 6ª nel girone A di Serie C1 Lazio. - 2017-18 · 2ª nel girone B di Serie C1 Lazio. Ripescata in Serie B. Finalista play-off promozione. - 2018-19 · 4ª nel girone E di Serie B. 1º turno play-off promozione. 1º turno di Coppa Italia di Serie B. Turno preliminare di Coppa della Divisione. - 2019-20 · 3ª nel girone E di Serie B. 3º turno di Coppa Italia di Serie B. 1º turno di Coppa della Divisione. - 2020-21 · 1ª nel girone E di Serie B. Promossa in Serie A2. - 2021 · Fusione con l'Audace Pomezia, assume la denominazione Fortitudo Pomezia 1957. - 2021-22 · 2ª nel girone C di Serie A2. Promossa in Serie A. Vince i play-off promozione. Vince la Coppa Italia di Serie A2 (1º titolo). - 2022-23 · 9ª in Serie A. 2º turno di Coppa Italia. Quarti di finale di Coppa della Divisione. - 2023-24 · 9ª in Serie A. 1º turno di Coppa Italia. 1º turno di Coppa della Divisione. - 2024-25 · 6ª in Serie A. Quarti di finale play-off scudetto. Quarti di finale di Coppa Italia. Turno preliminare di Coppa della Divisione. |

## Palmarès

### Competizioni nazionali
- Coppa Italia di Serie A2: 1

2021-2022
- Campionato di Serie B: 1

2020-2021 (girone E)

### Competizioni regionali
- Campionato di Serie D: 1

2014-2015 (Lazio (Latina) - girone A)

## Statistiche e record

### Partecipazione ai campionati
| Livello | Categoria | Partecipazioni | Debutto   | Ultima stagione |
| ------- | --------- | -------------- | --------- | --------------- |
| 1°      | Serie A   | 2              | 2022-2023 | 2022-2023       |
| 2°      | Serie A2  | 1              | 2021-2022 | 2021-2022       |
| 3°      | Serie B   | 3              | 2018-2019 | 2020-2021       |
| 4°      | Serie C1  | 2              | 2016-2017 | 2017-2018       |
| 5°      | Serie C2  | 1              | 2015-2016 | 2015-2016       |
| 6°      | Serie D   | 3              | 2012-2013 | 2014-2015       |